# Samuel Dunn
Samuel Dunn (gestorben 1794) war ein britischer Mathematiker und Amateurastronom.

## Leben
Er wurde in Crediton, Devonshire geboren. Sein Vater starb 1744 in Crediton. In seinem letzten Willen schrieb Samuel Dunn:
1743, als das erste große Feuer ausbrach und die westliche Stadt zerstörte, war ich einige Zeit an einer Schule und unterrichtete Schreiben, Rechnen, Navigation und andere mathematische Wissenschaften, obwohl ich nicht viel älter als zwanzig war; danach zog ich zum Schulhaus am Fuße von Bowdown [heute Bowden] Hill und unterrichtete dort bis Weihnachten 1751, als ich nach London kam.
Das Schulhaus war der Ort, an dem sich die "English school" befand, bevor sie sich 1821 mit der blauen Schule zusammenschloss. In London unterrichtete Dunn an verschiedenen Schulen und gab private Unterrichtsstunden.

1757 veröffentlichte er die Erfindung der "universellen Planisphären oder irdische und himmlische Globen als Plan", vier große stereographische Karten mit einem transparenten Index über jeder Karte,
wobei die Kreise der Sphäre sofort auf die Ebene des Meridians für jede Höhe projiziert werden und die Probleme der Geographie, Astronomie und der Navigation mit derselben Sicherheit und Leichtigkeit bearbeitet werden wie die Globen selbst, ohne die Hilfe von Skalen und Kompassen, Feder und Tinte.
Er veröffentlichte eine Berechnung des Description and Use, 2. Edition, octavo, London in 1759. Aus dem Vorwort wird ersichtlich, dass Dunn 1758 Leiter einer Akademie für "die Aufnahme und Qualifizierung junger Männer in Künsten, Wissenschaften, Sprachen und für den Handel" in Chelsea geworden war. Dies war am Ormond House, dort gab es ein gutes Observatorium.
Am 1. Januar 1760 observierte er einen außergewöhnlichen Kometen; andere Entdeckungen kommunizierte er an die Royal Society. Gegen Ende 1763 gab er seinen Posten an der Schule in Chelsea auf und begann wieder Privatunterricht zu geben. Er ließ sich am Brompton Park, nahe Kensington nieder. 1764 machte er eine kurze Reise durch Frankreich. Als er 1774 im 6 Clement's Inn nahe der Temple Bar residierte, veröffentlichte er den New Atlas of the Mundane System, or of Geography and Cosmography, describing Heavens and the Earth. ... The whole elegantly engraved on sixty-two copper plates. With a general introduction, folio, London. In dieser Zeit wurde er durch seine Reputation zum mathematischen Prüfer der Kandidaten für die East India Company ernannt.
Unter der Schirmherrschaft der Company war er dazu in der Lage mehrere seiner wichtigeren Werke zu veröffentlichen. Diese waren:
1. A New and General Introduction to Practical Astronomy, with its application to Geography … Topography, octavo, London, 1774.
2. The Navigators Guide to the Oriental or Indian Seas, or the Description and Use of a Variation Chart of the Magnetic Needle, designed for shewing the Longitude throughout the principal parts of the Atlantic, Ethiopic, and Southern Oceans, octavo, London (1775).
3. A New Epitome of Practical Navigation, or Guide to the Indian Seas, containing (1) the Elements of Mathematical Learning, used … in the Theory and Practice of Nautical affairs; (2) the Theory of Navigation. ..; (3) the Method of Correcting and Determining the Longitude at Sea …; (4) the Practice of Navigation in all kinds of Sailing (with copper plates), octavo, London, 1777, und
4. The Theory and Practice of the Longitude at Sea … with copper plates, octavo, London, 1778; zweite Edition, erweitert, quarto, London, 1786.[1]

Außerdem "methodisierte, korrigierte und erweiterte" er ein Quarto mit dem Titel A New Directory for the East Indies … being a work originally begun upon the plan of the Oriental Neptune, augmented and improved by Mr. Willm. Herbert, Mr. Willm. Nichelson, and others, London, 1780, von dem im gleichen Jahr eine fünfte Edition herausgebracht wurde. Dunn lebte im Juli 1777 in der 8 Maiden Lane, Covent Garden in London, hielt sich ab September 1780 aber in der 1 Boar's Head Court, Fleet Street, auf, wo er für den Rest seines Lebens verblieb.

## Erbe

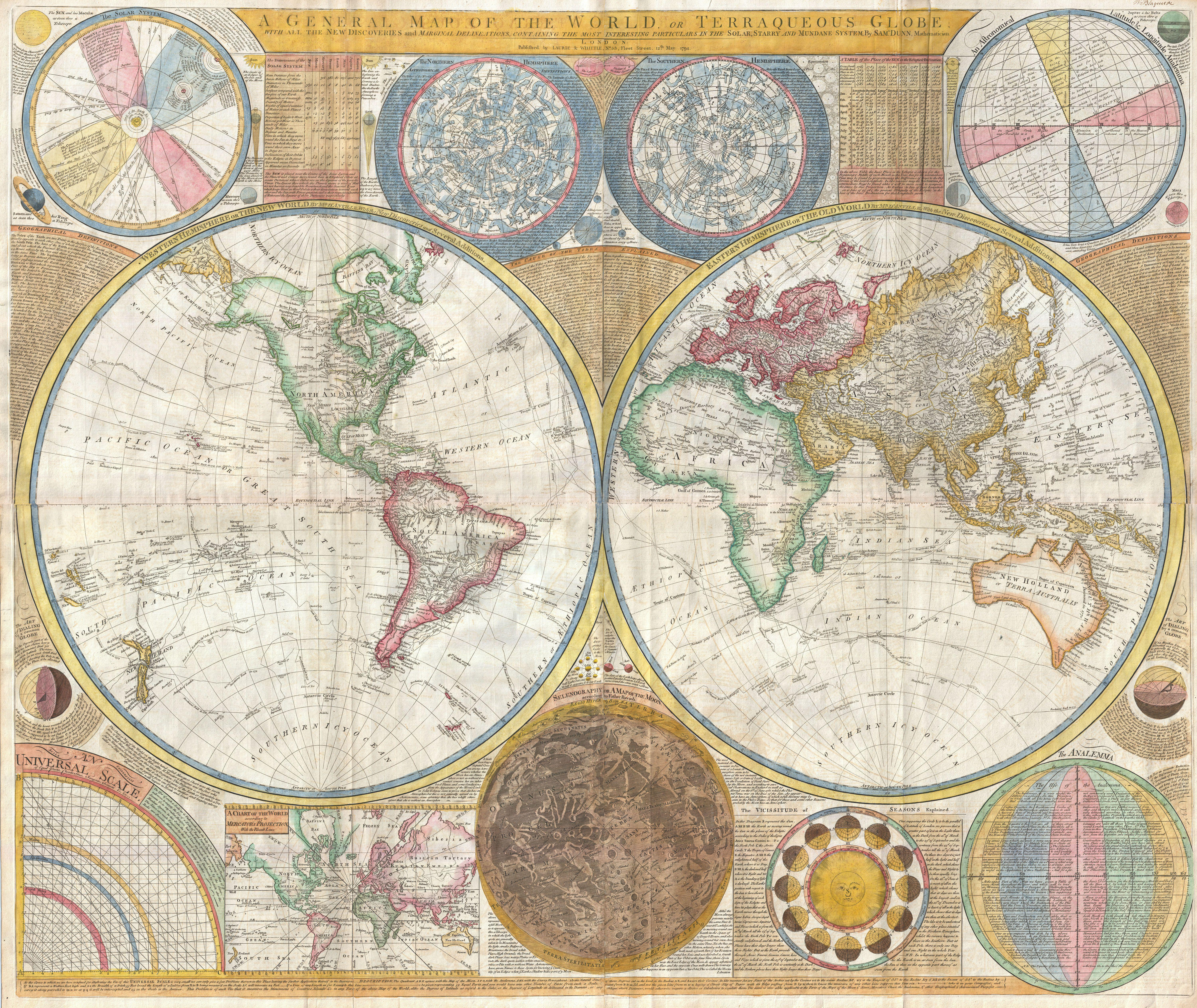
Weltkarte von Samuel Dunn von 1794 mit Sternenkarte, Mondkarte, Karte des Sonnensystems und weiteren Eigenschaften

Dunn starb im Januar 1794. Sein Wille, vom 5. Januar 1795, wurde am 20. Januar von seinem Verwandten William Dunn, Beamter für Zollgebühren in London (registriert in P.C.C., 16, Holman) verlesen. Dort beschreibt er sich als "Lehrer für Mathematik und Meister für die Längen auf See" und möchte "in der Pfarrkirche, die zu jenem Ort gehört, an dem ich die letzte Zeit vor meinem Tod verbringe" beerdigt werden. Er nennt sieben Verwandte, für die er jeweils 20 £ hinterlässt; außer seiner Frau, Elizabeth Dunn. Er hinterließ ihr, "die sich fast dreißig Jahre von mir abgewendet hatte, eine Summe von nur zehn Pfund". Kinder wurden nicht genannt.
Er bat außerdem die Gemeinde Crediton, immer einen Leiter für die Schule am Fuße von Bowden Hill einzustellen, der bei der Kirche Englands wohnte, jedoch nicht in einem heiligen Orden, einen fähigen Lehrer für das Schreiben, die Navigation, die lunare Methode um Abstände auf See zu messen, das Planen, Zeichnen und Vermessen mit allen mathematischen Wissenschaften. Für diesen Zweck hinterließ er 30 £ pro Jahr. Sechs Jungen sollten unterrichtet werden, bevorzugt seine eigenen Nachkommen. Der so vererbte Bestand brachte 1823 Dividenden in Höhe von 25 £ pro Jahr hervor. Die Schule war unter dem Namen Dunn's School bekannt.
Dunn vermachte neun Dokumente an die Philosophical Transactions of the Royal Society, obwohl er dort kein Mitglied war. Auf der Titelseite seines "Atlas" taucht er als Mitglied der Philosophical Society in Philadelphia, Amerika auf. Einige seiner Briefe an Thomas Birch und einer an Emanuel Mendes da Costa sind erhalten.

## Weitere Veröffentlichungen
Neben den oben genannten Werken veröffentlichte er außerdem:
1. A Popular Lecture on the Astronomy and Philosophy of Comets, octavo, London, 1759.
2. Improvements in the Doctrines of the Sphere, Astronomy, Geography, Navigation, &c., … necessary … in finding out the true Longitude at Sea and Land, quarto, London, 1765.
3. A Determination of the exact Moments of Time when the Planet Venus was at external and internal contact with the Sun's Limb, in the Transits of 6 June 1761 and 3 June 1769', quarto, London, 1770.
4. A New and Easy Method of finding the Latitude on Sea or Land, octavo, London, 1778.
5. Nautical Propositions and Institutes, or Directions for the Practice of Navigation, octavo, London, 1781.
6. An Introduction to Latitude, with Astronomical Delineations and Nautical Formulas, engraved on copper plates, octavo, London, 1782.
7. The Linear Tables described, and their utility verified, octavo, London, 1783.
8. Lunar Tables, Nos. 1–5, folio, London, 1783.
9. A new Formula for Latitude, s. sh. quarto (London), 1784. Gravierung.
10. "Formulas for all parts of Navigation, having the Tables of Logarithms", s. sh. quarto, London, 1784. Gravierung.
11. General Magnetic and True Journal at Sea, s. sh. quarto (London), 1784. Gravierung.
12. "Magnetic and true Journal at Sea", s. sh. quarto (London), 1784. Gravierung. (Eine andere Edition, s. sh. quarto (London), 22. September 1784. Gravierung.).
13. 'Rules for a Ship's Journal at Sea', s. sh. folio, London, 1784. Gravierung.
14. 'Ship's Journal at Sea', s. sh. quarto (London), 1784. Gravierung.
15. A Table for Transverses and Currents, s. sh. quarto, London, 1784.
16. "Tables of correct and concise Logarithms … with a compendious Introduction to Logarithmetic", octavo, London, 1784.
17. Nautic Tables, octavo, London, 1785.
18. Tables of Time and Degrees, and hourly change of the Suns right Ascension', s. sh. quarto (London), 1786.
19. A Description of peculiar Charts and Tables for facilitating a Discovery of both the Latitude and Longitude in a Ship at Sea, folio, London, 1787.
20. "Linear Tables, one, two, three, four, and five, abridged, &c. (Linear Tables viii. ix. of Proper Logarithms. Linear Tables x. xi.) 3 plates", folio (London), 1788.
21. Linear Table xvi. for showing the Suns Declination. (Errata in the reductions.)' folio, London, 1788.
22. The Lunar Method shortend in calculation & improv'd. (Short Rules for practical navigation.)' octavo (London), 1788.
23. A Navigation Table for shortening days works, s. sh. folio (London), 1788.
24. The Longitude Journal; its description and application, folio, London, 1789.
25. "The Sea-Journal improved, with its description", &c., folio, London, 1789.
26. The Daily Uses of Nautical Sciences in a Ship at Sea, particularly in finding and keeping the Latitude and Longitude during a voyage, octavo. (London), 1790.
27. An Introduction to the Lunar Method of finding the Longitude in a Ship at Sea, &c., octavo (London), 1790.
28. The Astronomy of Fixed Stars, concisely deduced from original principles, and prepared for application to Geography and Navigation, Part I., quarto (London), 1792.
29. Improvements in the Methods now in use for taking the Longitude of a Ship at Sea. Invented and described by S. Dunn, octavo (London), 1793.
30. The Longitude Logarithms, in their regular and shortest order, made easy for use in taking the Latitude and Longitude at Sea and Land, octavo, London, 1793 (British Museum Cat.; Watt, '"Bibl. Brit"'. i. 324 f.).